# Mark Kleinschmidt
Mark Kleinschmidt (født 28. maj 1974 i Oberhausen) er en tysk tidligere roer.
Kleinschmidt roede i forskellige bådtyper gennem sin karriere. Hans første store internationale resultat kom i firer med styrmand, hvor han var med til at vinde VM-bronze i 1993.
Han kom med i otteren, der deltog i OL 1996 i Atlanta. Tyskerne blev nummer to i indledende heat og vandt derpå sit opsamlingsheat. I finalen var den hollandske båd suveræn og vandt med et forspring på næsten to sekunder ned til tyskerne på andenpladsen, mens den russiske båd blev nummer tre. Detlef Kirchhoff, Wolfram Huhn, Roland Baar, Marc Weber, Ulrich Viefers, Frank Jörg Richter, Thorsten Streppelhoff og styrmand Peter Thiede udgjorde resten af tyskernes besætning.
Han deltog i flere verdensmesterskaber, men opnåede ikke flere medaljer, inden han indstillede sin internationale karriere i 2000.

## OL-medaljer
- 1996:  Sølv i otter